# Estación de Courbevoie
La estación de Courbevoie es una estación ferroviaria francesa situada en la comuna de Courbevoie, en el departamento de Altos del Sena, al oeste de París. Por ella transitan los trenes de cercanías de la línea L del Transilien.

## Servicios ferroviarios
- Trenes de cercanías: Sólo los trenes de cercanías de la línea L se detienen en esta estación.